# Tieghemiomyces parasiticus
Tieghemiomyces parasiticus är en svampart som beskrevs av R.K. Benj. 1961. Tieghemiomyces parasiticus ingår i släktet Tieghemiomyces och familjen Dimargaritaceae.   Inga underarter finns listade i Catalogue of Life.